# Mihai Zafiu
Mihai Zafiu (n. 9 iunie 1949, Albești, România) este un caiacist român, dublu laureat cu argint la München 1972 și la Moscova 1980.

## Distincții
- Medalia „Meritul Sportiv” clasa I (18 august 1976) „pentru rezultatele deosebite obținute la Jocurile olimpice de vară de la Montreal – 1976, precum și pentru contribuția adusă la dezvoltarea activității sportive și la creșterea prestigiului sportului românesc pe plan internațional”[3]
- Ordinul „Meritul Sportiv” clasa a II-a (15 aprilie 1981) „pentru rezultatele deosebite obținute la Jocurile olimpice de vară de la Moscova – 1980, precum și pentru contribuția adusă la dezvoltarea activității sportive și la creșterea prestigiului sportului românesc pe plan internațional”[4]

## Legături externe
Materiale media legate de Mihai Zafiu la Wikimedia Commons
- Mihai Zafiu la Comitetul Olimpic și Sportiv Român (arhivat)
- en Mihai Zafiu la Olympedia.org